# 马塞拉克
马塞拉克（法語：Massérac，法語發音：[maseʁak] ⓘ）是法国大西洋卢瓦尔省的一个市镇，属于沙托布里扬-昂斯尼区。

## 地理
马塞拉克（47°40'22"N, 1°54'53"W）面积18.78 平方千米，位于法国卢瓦尔河地区大区大西洋卢瓦尔省，该省份为法国西北部沿海省份，位于布列塔尼半岛东南部，北起伊勒-维莱讷省，西北接莫尔比昂省，西临大西洋，南至旺代省，东临曼恩-卢瓦尔省。
与马塞拉克接壤的市镇（或旧市镇、城区）包括：拉沙佩勒德布兰、朗贡、阿韦萨克、盖姆内庞福。

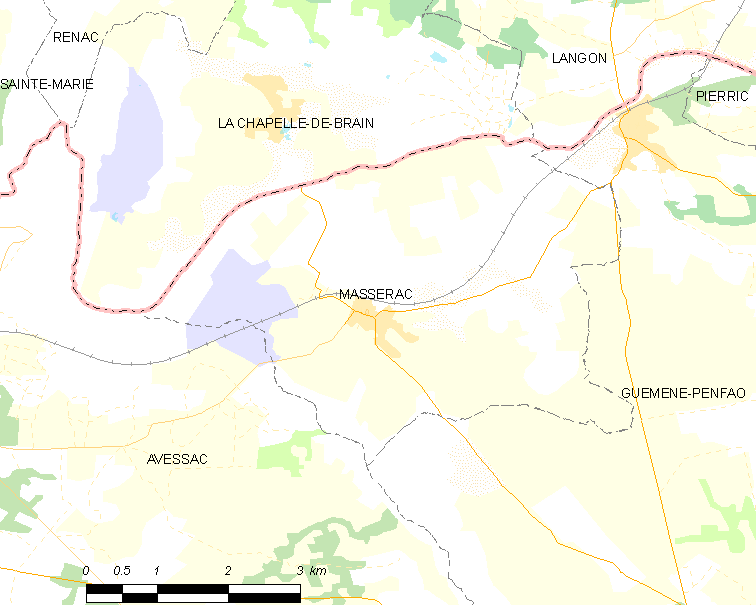
马塞拉克的OSM定位图

马塞拉克的时区为UTC+01:00、UTC+02:00（夏令时）。

## 行政
马塞拉克的邮政编码为44290，INSEE市镇编码为44092。

## 政治
马塞拉克所属的省级选区为盖姆内庞福县。

## 人口

1962-2008年间马塞拉克人口变化图示

马塞拉克于2022年1月1日时的人口数量为670人。